# Owen Toon

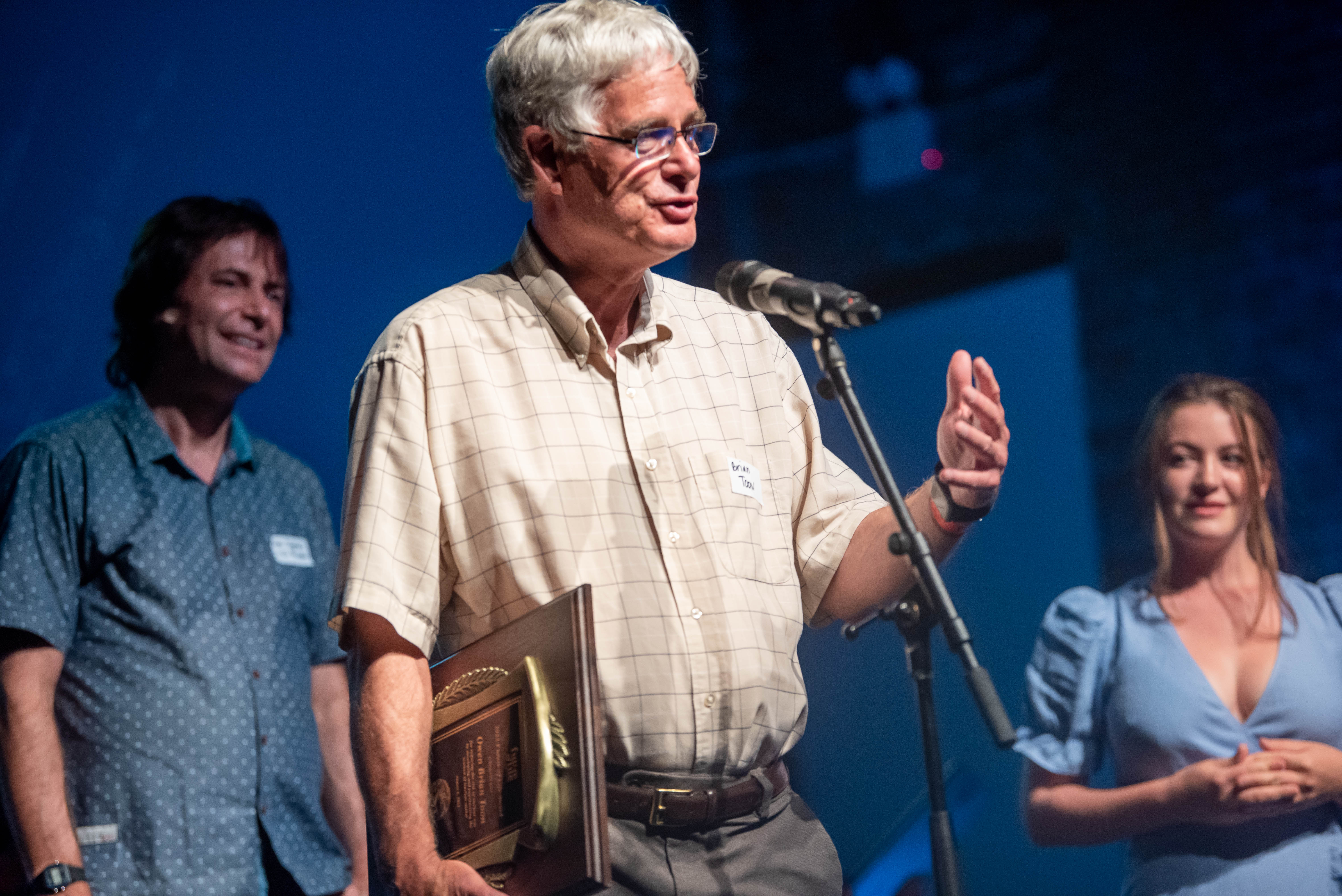
Owen Toon (2022)

Owen Brian Toon (* 26. Mai 1947 in Bethesda (Maryland)) ist ein US-amerikanischer Klimawissenschaftler.

## Leben
Toon studierte an der University of California, Berkeley, mit dem Bachelor-Abschluss 1969 und wurde 1975 bei Carl Sagan an der Cornell University in Physik promoviert. 1978 bis 1997 war er am Ames Research Center der NASA.  Er ist seit 1997 Professor am Department for Atmospheric and Oceanographic Science der University of Colorado Boulder und Fellow am dortigen Laboratory for Atmospheric and Space Physics (LASP).
Er befasst sich mit der Physik und Chemie der Atmosphäre (Wolken und Aerosole, Strahlungstransport, Staubtransport von der Sahara nach Amerika). Toon fand mit Kollegen einen Abkühlungseffekt, falls Wolken mehr Aerosole enthalten, die als Kondensationskeime dienen (größere Rückstrahlung von Sonnenlicht bei kleineren Tropfen). Er stellte auch vergleichende Untersuchungen zu anderen Planeten wie Venus und Mars an (sowie dem Saturnmond Titan) und forschte über das Klima auf der frühen Erde. Seine Forschungen zu den unmittelbaren Auswirkungen des Meteoriteneinschlags an der Kreide-Paläogen-Grenze führte auch zu den Vorhersagen des Nuklearen Winters mit Carl Sagan und anderen (1983). 2006 präsentierte er eine Studie, dass auch ein begrenzter regionaler Krieg mit Kernwaffen zu hohen Opfern aufgrund der atmosphärischen Auswirkungen führen könnte, auch wenn er nicht zu einem nuklearen Winter führt.
Er war an vielen Satellitenmissionen beteiligt (sowohl zur Beobachtung der Erde als auch von Planeten). Er gehört zu den hochzitierten Geowissenschaftlern.
Er ist Fellow der American Meteorological Society (1990) und der American Geophysical Union (1992), deren Roger Revelle Medal er 2011 erhielt. 1985 erhielt er den Leo Szilard Lectureship Award. 1983 und 1989 erhielt er den Exceptional Scientific Achievement Award der NASA. Er ist Ehrendoktor der University of Southern Utah.

## Schriften
- mit J. B. Pollack, C. Sagan, A. Summers, B. Baldwin, W. Van Camp: Volcanic explosions and climatic change: A theoretical assessment, Journal of Geophysical Research, Band 81, 1976, S. 1071–1083
- mit D. M. Hunten, R. P. Turco: Smoke and dust particles of meteoric origin in the mesosphere and stratosphere, Journal of the Atmospheric Sciences, Band 37, 1980, S. 1342–1357
- mit T. P. Ackerman: Algorithms for the calculation of scattering by stratified spheres, Applied Optics, Band 20, 1981, S. 3657–3660
- mit Pollack, Ackerman, McKay, Turco:  Environmental effects of an impact-generated dust cloud: implications for the cretaceous-tertiary extinctions, Science, Band 219, 1983, S. 287–289
- mit Richard P. Turco, T. P. Ackerman, James B. Pollack, Carl Sagan: Nuclear winter: global consequences of multple nuclear explosions, Science, Band 222, 1983, S. 1283–1292
- mit Turco, Ackerman, Pollack, Sagan: On a nuclear winter, Science, Band 227, 1985, S. 358–362
- mit C. P. McKay, T. P. Ackerman, K. Santhanam: Rapid calculation of radiative heating rates and photodissociation rates in inhomogeneous multiple scattering atmospheres, Journal of Geophysical Research: Atmospheres, Band 94, 1989, S. 16287–16301
- mit I. N. Sokolik: Direct radiative forcing by anthropogenic airborne mineral aerosols, Nature, Band 381, 1996, S. 681
- mit K. Zahnle, D. Morrison, R. P. Turco, C. Covey: Environmental perturbations caused by the impacts of asteroids and comets, Reviews of Geophysics, Band 35, 1997, S. 41–78
- mit I. N. Sokolik: Incorporation of mineralogical composition into models of the radiative properties of mineral aerosol from UV to IR wavelengths, Journal of Geophysical Research: Atmospheres, Band 104, 1999, S. 9423–9444
- mit A. S. Ackerman u. a.: Reduction of tropical cloudiness by soot, Science, Band 288, 2000, S. 1042–1047
- mit Douglas Robertson, Malcolm McKenna, Sylvia Hope, Jason Lillegraven: Survival in the first hours of the Kenozoic, Bull. Am. Geol. Soc., Band 116, 2004, S. 760
- mit Andrew S.Ackerman, Michael Kirkpatrick, David E. Stevens: The impact of humidity above stratiform clouds on indirect aerosol climate forcing, Nature, Band 432, 2004, S. 1014
- mit F. Tian u. a.: A hydrogen-rich early Earth atmosphere, Science, Band 308, 2005, S. 1014–1017